# Aleksandr Prúdnikov
Aleksandr Aleksándrovich Prúdnikov (Smolensk, Rusia, 26 de febrero de 1989) es un exfutbolista ruso. Jugaba de delantero.

## Selección nacional
Ha sido internacional en las categorías inferiores sub-17,sub-19 y con la selección de fútbol sub-21 de Rusia.

## Clubes
| Club                         | País            | Año       |
| ---------------------------- | --------------- | --------- |
| Spartak Moscú                | Rusia           | 2007-2013 |
| FC Terek Grozny (cedido)     | Rusia           | 2009      |
| Sparta de Praga (cedido)     | República Checa | 2009      |
| FC Tom Tomsk (cedido)        | Rusia           | 2010      |
| FK Anzhí Majachkalá (cedido) | Rusia           | 2011-2012 |
| FC Kuban Krasnodar (cedido)  | Rusia           | 2012      |
| FC Alania Vladikavkaz        | Rusia           | 2013      |
| FC Rubin Kazán               | Rusia           | 2013-2014 |
| FC Dinamo Moscú              | Rusia           | 2014-2015 |
| FC Amkar Perm                | Rusia           | 2015-2016 |
| FC Orenburg                  | Rusia           | 2016-2017 |
| FK Anzhí Majachkalá          | Rusia           | 2017-2018 |
| FK Spartaks Jūrmala          | Letonia         | 2018-2019 |
| FC Alashkert                 | Armenia         | 2019      |
| FC Vitebsk                   | Bielorrusia     | 2019      |

## Palmarés
Campeonatos Nacionales:
Liga República Checa (Chance Liga): 2009/2010
Copas Nacionales:
Copa de Armenia: 2018/2019
Campeonatos internacionales:
Campeón de Europa Sub-17 (2006)